# Josef Kentenich

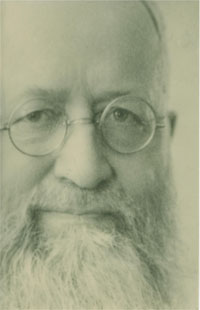
Pater Josef Kentenich

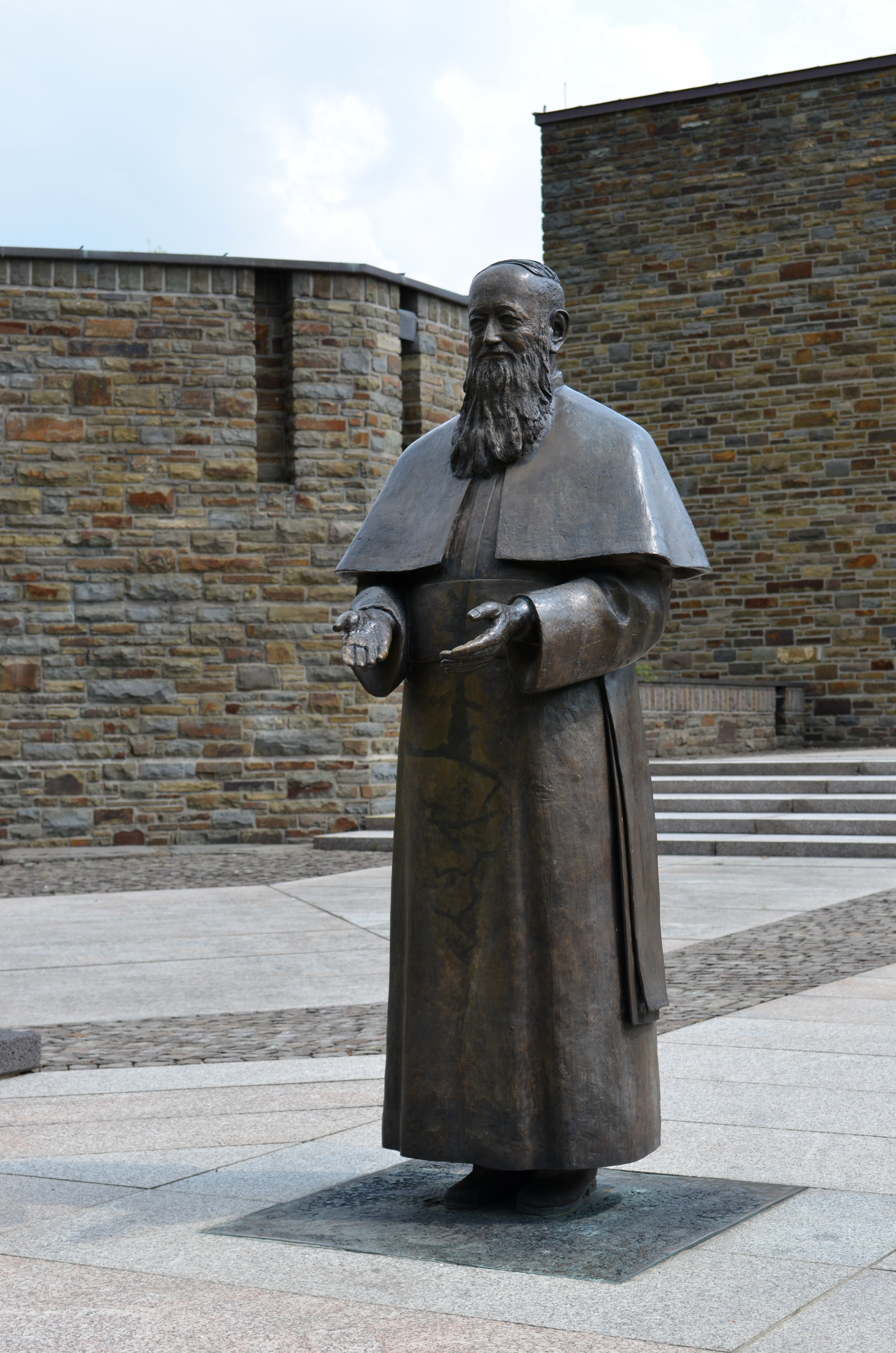
Schönstatt - Beeld pater Kentenich

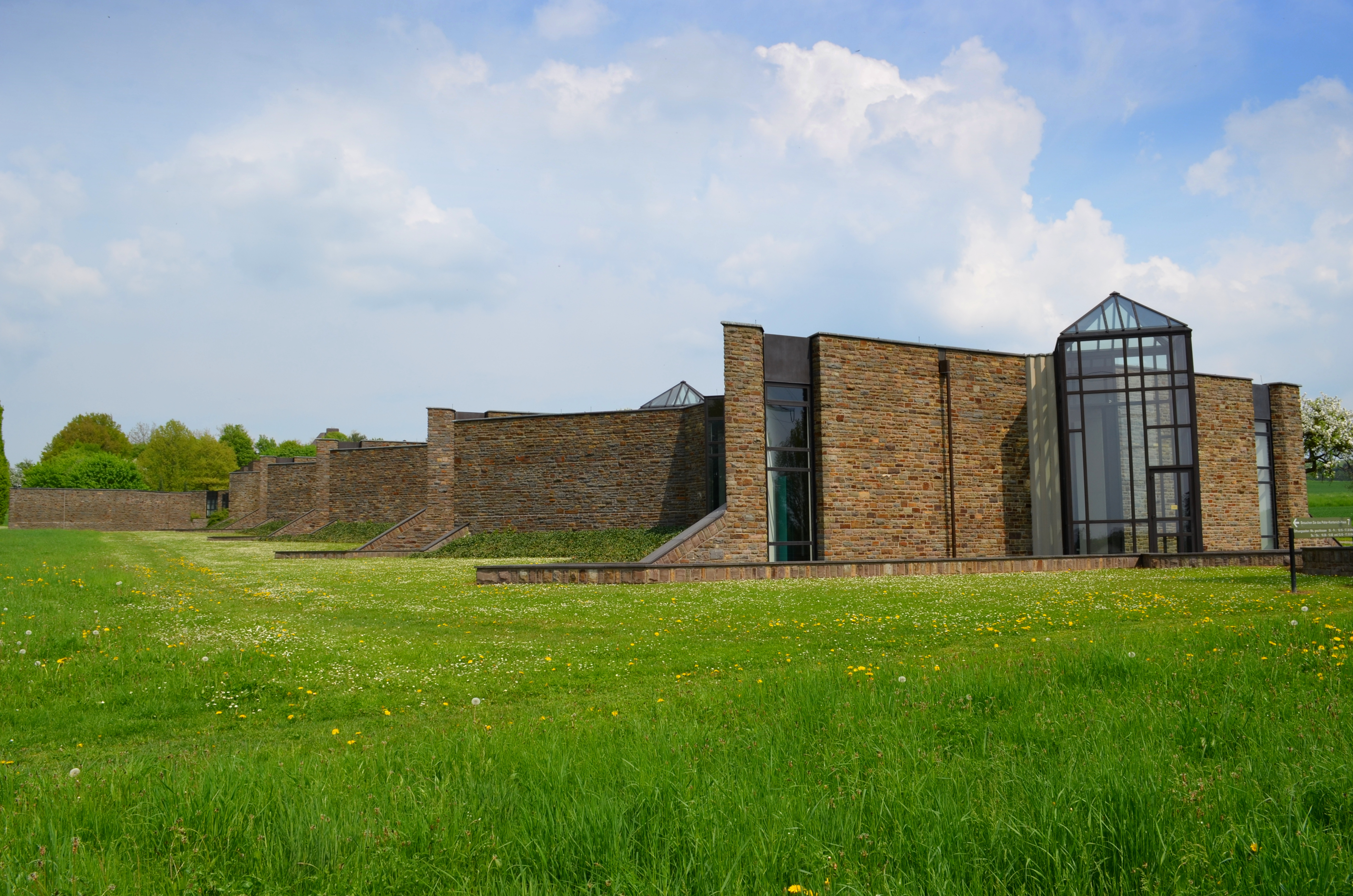
Schönstatt - Museum Haus Kentenich

Pater Josef Kentenich (Gymnich bij Keulen, 16 november 1885 - Schönstatt, 15 september 1968) was een Pallottijnse priester, maar werd vooral bekend als de oprichter van de internationale Schönstatt-beweging.

## Leven
Josef Kentenich kwam als buitenechtelijk kind van Katharina Kentenich en Matthias Josef Koep ter wereld. Hij werd geboren in het huis van zijn grootouders van moederskant, waar hij de eerste vijf jaar van zijn leven zou doorbrengen, en kreeg als doopnaam Peter Josef. Van 1891 tot medio 1892 woonde Josef samen met zijn moeder in Straatsburg, waar zijn moeder werkte als huishoudster voor haar oudere broer, wiens vrouw was overleden. Hier ging Josef enkele maanden naar school. Nadat haar broer hertrouwde vertrokken Katharina en haar zoon weer terug naar Gymnich. Omdat de grootmoeder te oud werd om Josef op te voeden en Katharina moest werken en mogelijk ook om haar zoon zo de mogelijkheid te geven goed onderwijs te volgen, bracht zij in 1894 Josef naar het weeshuis Sint-Vincentius in Oberhausen. Hier droeg zij haar zoon op aan de Moeder Gods. Kentenich maakt dit heel bewust mee en beschouwde ook later Maria als zijn opvoedster. "Alles wat ik ben en in Schönstatt ben geworden, heb ik te danken aan Maria", zo erkende Kentenich. Vanaf 1899 bezocht hij het Pallottijnse gymnasium in Koblenz-Ehrenbreitstein. Na een tweejarig noviciaat (1904-1906) studeerde hij in Limburg an der Lahn katholieke theologie. Op 8 juli 1910 ontving Kentenich de priesterwijding en werd daarna leraar aan het gymnasium in Ehrenbreitsein. Vanaf 1912 tot 1919 werkte hij als geestelijk begeleider bij de scholieren van het nieuw gebouwde gymnasium te Vallendar

## Oprichting Schönstatt
Op 19 april richtte hij samen met enige hem toevertrouwde studenten een Mariale Congregatie op. In de kapel van een voormalig klooster te Schönstatt sloten zij een verbond met Maria, het zogenaamde Liefdesverbond. Eigenlijk markeerde dit het begin van de Schönstatt-beweging. Tijdens de Eerste Wereldoorlog groeide het aantal leden, die nu ook van buiten het gymnasium kwamen. In 1919 werd de Apostolische Bund opgericht, gevolgd door de Apostolische Liga in 1920. De Apostolische Bund was een bonte verzameling van mensen die zich vanuit Schönstatt voor de apostolische zaak wilden inzetten. Op 8 december 1920 werden de eerste vrouwen in de Apostolische Bund opgenomen. Uit deze bond sproten opnieuw verschillende nieuwe gemeenschappen voort. Op 1 oktober 1926 stichtte Kentenich het eerste seculiere instituut, de Mariazusters van Schönstatt.

## Tweede Wereldoorlog

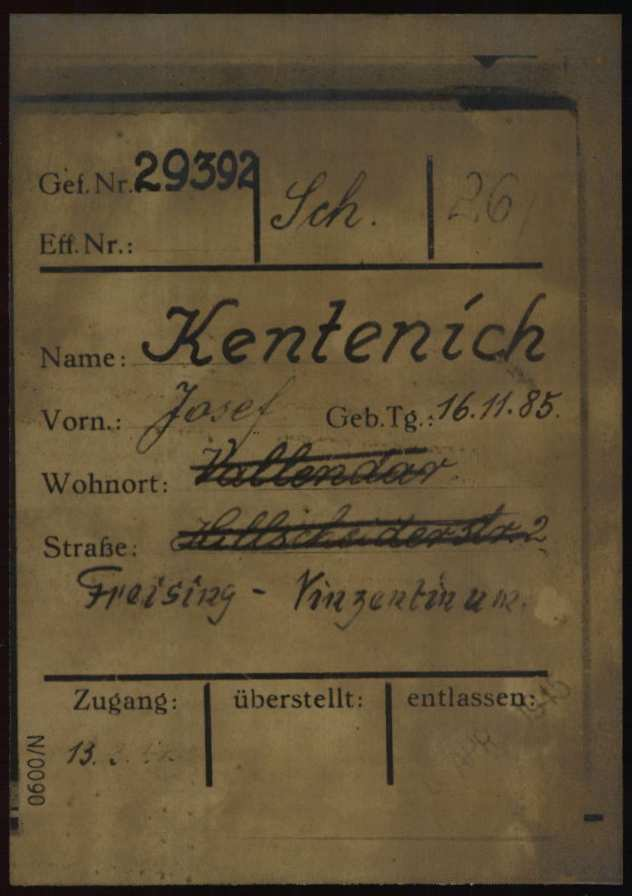
Registratiekaart van Josef Kentenich als gevangene in nazi-concentratiekamp Dachau

Wegens zijn afkeurende houding jegens het nationaalsocialisme, werd Kentenich op 20 september 1941 door de Gestapo gearresteerd. Op 13 maart 1942 kwam hij in het concentratiekamp Dachau terecht, waar men hem tot de bevrijding op 6 april 1945 gevangen hield. Nog tijdens zijn gevangenschap richtte hij twee nieuwe gemeenschappen op: het Schönstatt-Institut Marienbrüder en het Institut der Schönstattfamilien. Ook na de oorlog bouwde hij de Schönstatt-beweging verder uit met de oprichting van nieuwe instituten en verbanden.

## Naoorlogse periode
Kentenich reisde in de jaren 1947-1948 veel naar het buitenland. Met een Vaticaans paspoort kwam hij naar Zuid-Afrika, de Verenigde Staten, Afrika en vele landen in Latijns-Amerika. Tijdens de reizen werd zijn Schönstatt-beweging in Duitsland onderworpen aan een kerkelijk onderzoek. Op 31 mei 1949 schreef Kentenich in antwoord op het onderzoeksrapport van de kerk een brief, waarin hij de Kerk op scherpe toon mechanisch denken verweet. Op instigatie van het Heilig Officie werd pater Kentenich van 1951 tot 1965 gescheiden van zijn werk en gedwongen om Schönstatt te verlaten. Pater Kentenich werd naar Milwaukee in de Verenigde Staten gestuurd, waar hij 14 jaar zou blijven. Verrassend genoeg kreeg pater Kentenich op 13 september 1965 een telegram waarin hem verzocht werd naar Rome te komen. Daar werden tijdens het Tweede Vaticaans Concilie hervormingen in de Kerk aangekondigd. Paus Paulus VI rehabiliteerde Kentenich en vervolgens werd hij teruggestuurd naar Schönstatt. Op kerstavond keerde de inmiddels meer dan 80 jaar oude pater terug naar Schönstatt, waar hij zich nog drie jaar lang aan zijn levenswerk kon wijden.
Op 15 september 1968, tijdens het feest van de Zeven Smarten van Maria, vierde pater Kentenich de eerste en tegelijkertijd zijn laatste heilige mis in de nieuwgebouwde Aanbiddingskerk (Anbetungskirche) op de berg Schönstatt. Onmiddellijk na de mis stierf pater Kentenich volledig onverwacht in de sacristie van de kerk. Op 10 februari 1975 werd in Trier het zaligverklaringsproces voor pater Kentenich geopend.
Tegenwoordig is de voormalige sacristie de grafkapel van pater Kentenich. Zijn sarcofaag draagt het latijnse inschrift Dilexit Ecclesiam (hij had de kerk lief).
Op de berg Schönstatt bevindt zich sinds de jaren 1980 het Haus Kentenich, een museum waarin herinneringen aan het leven van de inspirerende pater worden tentoongesteld.

## Kentenich-pedagogiek
Josef Kentenich bewees zich als verdienstelijk pedagoog en ontwikkelde op dit gebied een eigen lijn, wat men de Kentenich-pedagogiek noemt. Deze pedagogiek kent vijf zuilen die een vrucht waren van Kentenichs mens-, gemeenschaps- en Godsbeeld. Het betreft een uitgesproken menslievende pedagogiek en stoelt op de vrijheid en zelfontplooiing van de mens. Ervan uitgaande dat ieder mens een uniek persoon is, heeft ook elk mens bijzondere kwaliteiten die zich willen ontwikkelen. De opvoeding die deze kwaliteiten herkent en stimuleert, zodat ze de ruimte krijgen voor ontplooiing, noemde Kentenich "ideaal-pedagogiek". De tweede zuil is de "bindingspedagogiek". Omdat elk mens liefde, acceptatie en een thuis nodig heeft en onderdeel wil zijn van de omgeving is er binding nodig, niet alleen aan personen, maar ook aan plaatsen, ideeën, geestelijke waarden, gebruiken en culturele vormen. Bij de "verbondspedagogiek" gaat het naast religieuze opvoeding er om dat de opvoeder zich ervan bewust is dat hij een werktuig van God is. Als de opvoeder faalt, is God er om te helpen. De andere twee zuilen van Kentenichs pedagogieklijn zijn "vertrouwenspedagogiek" (uitgaan van het goede van de mens) en "bewegingspedagogiek".